# Froissy
Froissy és un municipi francès, situat al departament de l'Oise i a la regió dels Alts de França. L'any 2007 tenia 896 habitants.

## Demografia

### Població
El 2007 la població de fet de Froissy era de 896 persones. Hi havia 326 famílies de les quals 84 eren unipersonals (28 homes vivint sols i 56 dones vivint soles), 89 parelles sense fills, 129 parelles amb fills i 24 famílies monoparentals amb fills.
La població ha evolucionat segons el següent gràfic:
Habitants censats

### Habitatges
El 2007 hi havia 369 habitatges, 350 eren l'habitatge principal de la família, 6 eren segones residències i 13 estaven desocupats. 310 eren cases i 41 eren apartaments. Dels 350 habitatges principals, 212 estaven ocupats pels seus propietaris, 117 estaven llogats i ocupats pels llogaters i 21 estaven cedits a títol gratuït; 24 tenien una cambra, 14 en tenien dues, 42 en tenien tres, 93 en tenien quatre i 176 en tenien cinc o més. 263 habitatges disposaven pel capbaix d'una plaça de pàrquing. A 154 habitatges hi havia un automòbil i a 140 n'hi havia dos o més.

### Piràmide de població
La piràmide de població per edats i sexe el 2009 era:
| Homes | Edats   | Dones |
| ----- | ------- | ----- |
| 0     | 95 o +  | 0     |
| 0     | 90 a 94 | 0     |
| 0     | 85 a 89 | 4     |
| 16    | 80 a 84 | 0     |
| 4     | 75 a 79 | 32    |
| 16    | 70 a 74 | 24    |
| 28    | 65 a 69 | 16    |
| 8     | 60 a 64 | 28    |
| 28    | 55 a 59 | 24    |
| 20    | 50 a 54 | 24    |
| 32    | 45 a 49 | 36    |
| 20    | 40 a 44 | 24    |
| 32    | 35 a 39 | 48    |
| 48    | 30 a 34 | 36    |
| 28    | 25 a 29 | 32    |
| 16    | 20 a 24 | 36    |
| 28    | 15 a 19 | 24    |
| 40    | 10 a 14 | 40    |
| 36    | 5 a 9   | 20    |
| 20    | 0 a 4   | 28    |

## Economia
El 2007 la població en edat de treballar era de 599 persones, 424 eren actives i 175 eren inactives. De les 424 persones actives 394 estaven ocupades (209 homes i 185 dones) i 29 estaven aturades (14 homes i 15 dones). De les 175 persones inactives 43 estaven jubilades, 66 estaven estudiant i 66 estaven classificades com a «altres inactius».

### Ingressos
El 2009 a Froissy hi havia 349 unitats fiscals que integraven 878 persones, la mediana anual d'ingressos fiscals per persona era de 18.608 €.

### Activitats econòmiques
Dels 46 establiments que hi havia el 2007, 2 eren d'empreses extractives, 1 d'una empresa alimentària, 2 d'empreses de fabricació d'altres productes industrials, 2 d'empreses de construcció, 11 d'empreses de comerç i reparació d'automòbils, 4 d'empreses de transport, 2 d'empreses d'hostatgeria i restauració, 4 d'empreses financeres, 3 d'empreses immobiliàries, 4 d'empreses de serveis, 10 d'entitats de l'administració pública i 1 d'una empresa classificada com a «altres activitats de serveis».
Dels 12 establiments de servei als particulars que hi havia el 2009, 1 era una oficina d'administració d'Hisenda pública, 1 gendarmeria, 1 oficina de correu, 3 oficines bancàries, 1 autoescola, 2 fusteries, 1 perruqueria, 1 restaurant i 1 agència immobiliària.
Dels 5 establiments comercials que hi havia el 2009, 1 era una botiga de més de 120 m², 1 una botiga de menys de 120 m², 1 una peixateria, 1 una botiga d'electrodomèstics i 1 una joieria.
L'any 2000 a Froissy hi havia 6 explotacions agrícoles.

## Equipaments sanitaris i escolars
L'únic equipament sanitari que hi havia el 2009 era una farmàcia.
El 2009 hi havia una escola elemental. Froissy disposava d'un col·legi d'educació secundària amb 390 alumnes.

## Poblacions més properes
El següent diagrama mostra les poblacions més properes.